# Xantharia
Genre
Xantharia est un genre d'araignées aranéomorphes de la famille des Miturgidae.

## Distribution
Les espèces de ce genre se rencontrent en Indonésie, en Malaisie, au Viêt Nam et en Chine.

## Liste des espèces
Selon World Spider Catalog (version 24.5, 30/10/2023) :
- Xantharia baizilongi Chu & Li, 2023
- Xantharia cucphuong Chu & Li, 2023
- Xantharia floreni Deeleman-Reinhold, 2001
- Xantharia galea Zhang, Zhang & Fu, 2010
- Xantharia murphyi Deeleman-Reinhold, 2001

## Systématique et taxinomie
Ce genre a été décrit par Deeleman-Reinhold en 2001 dans les Clubionidae. Il est placé dans les Liocranidae par Ramírez en 2014.

## Publication originale
- Deeleman-Reinhold, 2001 : Forest spiders of South East Asia: with a revision of the sac and ground spiders (Araneae: Clubionidae, Corinnidae, Liocranidae, Gnaphosidae, Prodidomidae and Trochanterriidae. Brill, Leiden, p. 1-591.